# Saint-Mathieu-Leukogranit
Der Saint-Mathieu-Leukogranit liegt in Frankreich am Nordwestrand des variszischen Massif Central. Er entstand im Oberkarbon.

## Geographie
Der Leukogranit ist nach Saint-Mathieu, einer Gemeinde im Süden des Départements Haute-Vienne, benannt. Das Massiv ist etwa 30 Kilometer lang und wird maximal bis zu 8 Kilometer breit. Aus seinem Nordende heraus erstreckt sich ein 14 Kilometer langes, nur bis zu 3 Kilometer breites Band gen Südwest. Das Massiv beansprucht in etwa 150 Quadratkilometer an Oberflächenausdehnung. Sein niedrigster Punkt liegt auf 108 Meter über N. N. bei Montbron, sein höchster Punkt erreicht 470 Meter über N. N. östlich von Milhaguet.

## Geologie

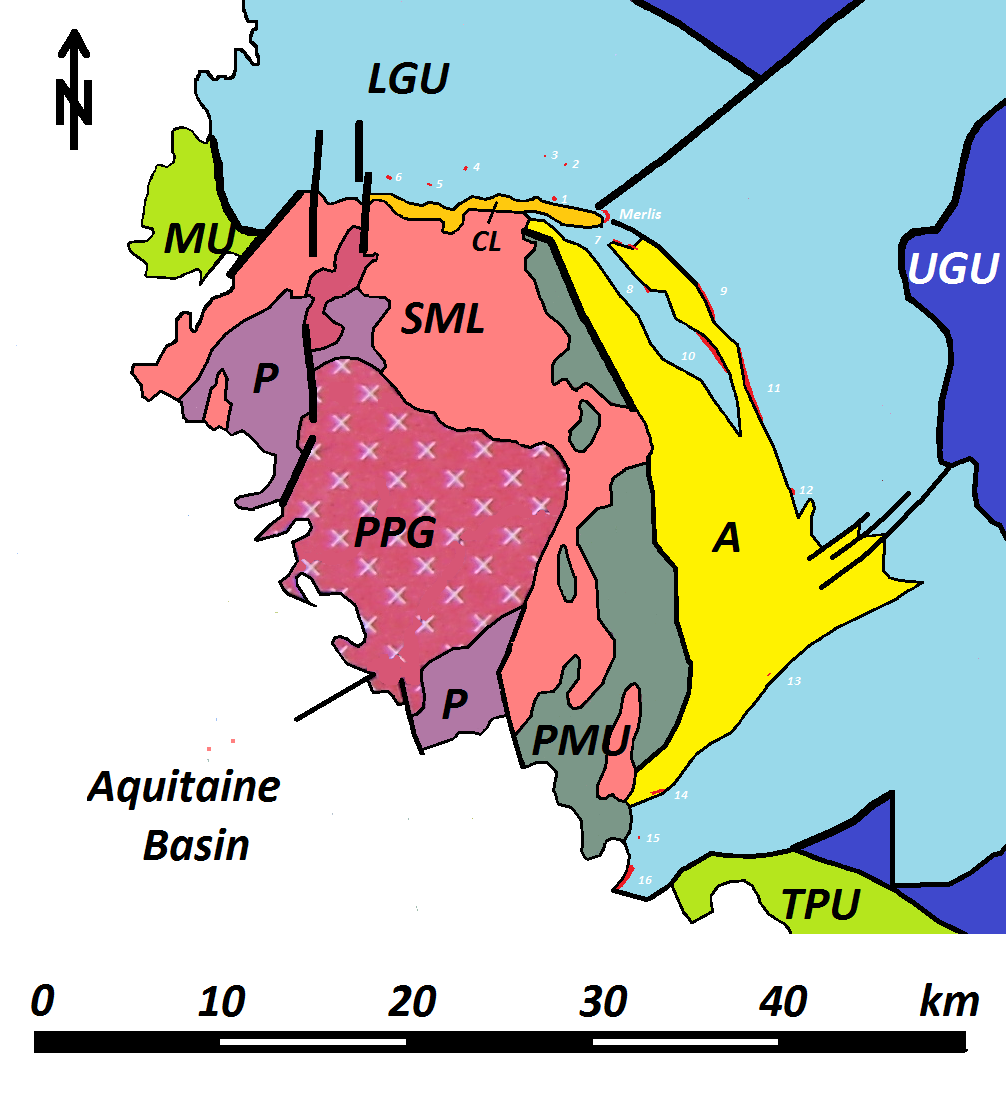
Geologische Übersichtskarte des Saint-Mathieu-Doms

Das Leukogranitmassiv (Einheit SML auf der geologischen Karte) umrahmt den Piégut-Pluviers-Granodiorit (PPG) im Norden und Osten, mit dem zusammen es eine Aufwölbung im Grundgebirge bildet, den so genannten Saint-Mathieu-Dom. Es kann in mehrere Teilbereiche untergliedert werden:
- Zentralabschnitt, eigentlicher Leukogranit, bestehend aus Normalfazies und feinkörniger Fazies (Champniers-et-Reilhac-Leukogranit) im Nordosten und Osten des Piégut-Pluviers-Granodiorits.
- Südabschnitt (Saint-Saud-Leukogranit) mit abgesonderter Apophyse.
- Nordwestliche und nördliche Umrahmung aus feinkörniger Fazies und C/S-Fazies (Roussines-Granit), tektonisch sehr stark beansprucht.

Zentral- und Südabschnitt werden ihrerseits im Osten von der parautochthonen Glimmerschiefereinheit begrenzt (Einheit PMU). Mit den Glimmerschiefern, strukturell die tiefstgelegene Einheit im Deckenverband des Massif Central, steht der Leukogranit in enger genetischer Verbindung. Stellenweise finden sich hekto- bis kilometrische Glimmerschieferlinsen und -züge im Leukogranit. Umgekehrt treten noch relativ weit im östlich anschließenden Glimmerschieferband vereinzelte Vorkommen von Leukogranit zutage. Der Leukogranit dürfte folglich ein anatektisches Differentiationsprodukt der Glimmerschiefer darstellen.
Zur generellen Situierung sei der Deckenstapel im westlichen Massif Central kurz angeführt (von strukturell höher nach strukturell tiefer):
- Obere Gneisdecke (UGU)
- Untere Gneisdecke (LGU)
- Parautochthone Glimmerschiefereinheit mit Saint-Mathieu-Leukogranit
- Plagioklasführende Paragneise mit Piégut-Pluviers-Granodiorit

Das nordwestliche Band ist an sehr starke Scherbewegungen geknüpft, hier handelt es sich aber um keine Horizontalbewegungen, sondern um die relativ steilstehende Montbron-Störung, die ihrerseits mit der Cordelle-Störung, einer Abschiebung mit sinistraler Komponente, assoziiert ist. Im nordwestlichen Band haben sich zum Teil sehr deutliche koplanare Gefüge herausgebildet.

## Alter
Abkühlungsalter des Saint-Mathieu-Leukogranits wurden anhand der Rubidium-Strontium-Datierung auf 315 ± 17 sowie auf 304 ± 17 Millionen Jahre BP datiert (Bashkirium bzw. Kasimovium). Der Leukogranit scheint somit etwas jünger als der Piégut-Pluviers-Granodiorit zu sein. Die Kontaktverhältnisse zwischen den beiden Granitoiden gestatten jedoch kein endgültiges Urteil über die Altersstellung. Beide Gesteinstypen bilden im Kontaktbereich eine feinkörnige Fazies aus.

## Petrologische Fazies
Der Saint-Mathieu-Leukogranit ist nicht homogen, sondern setzt sich aus mehreren Faziestypen zusammen. Es lassen sich im Wesentlichen folgende Gesteinsvarietäten unterscheiden:
- grobkörnige Normalfazies
- feinkörnige Fazies
- koplanare feinkörnige Fazies

In diesem Zusammenhang sollten auch noch der Roussines-Granit, der ein deutliches, tektonisch verursachtes C/S-Gefüge besitzt und mit der koplanaren feinkörnigen Fazies in enger Verbindung steht, sowie der Chéronnac-Leukogranit (CL) im Norden mit deutlicher Foliation, angeführt werden.

### Grobkörnige Normalfazies

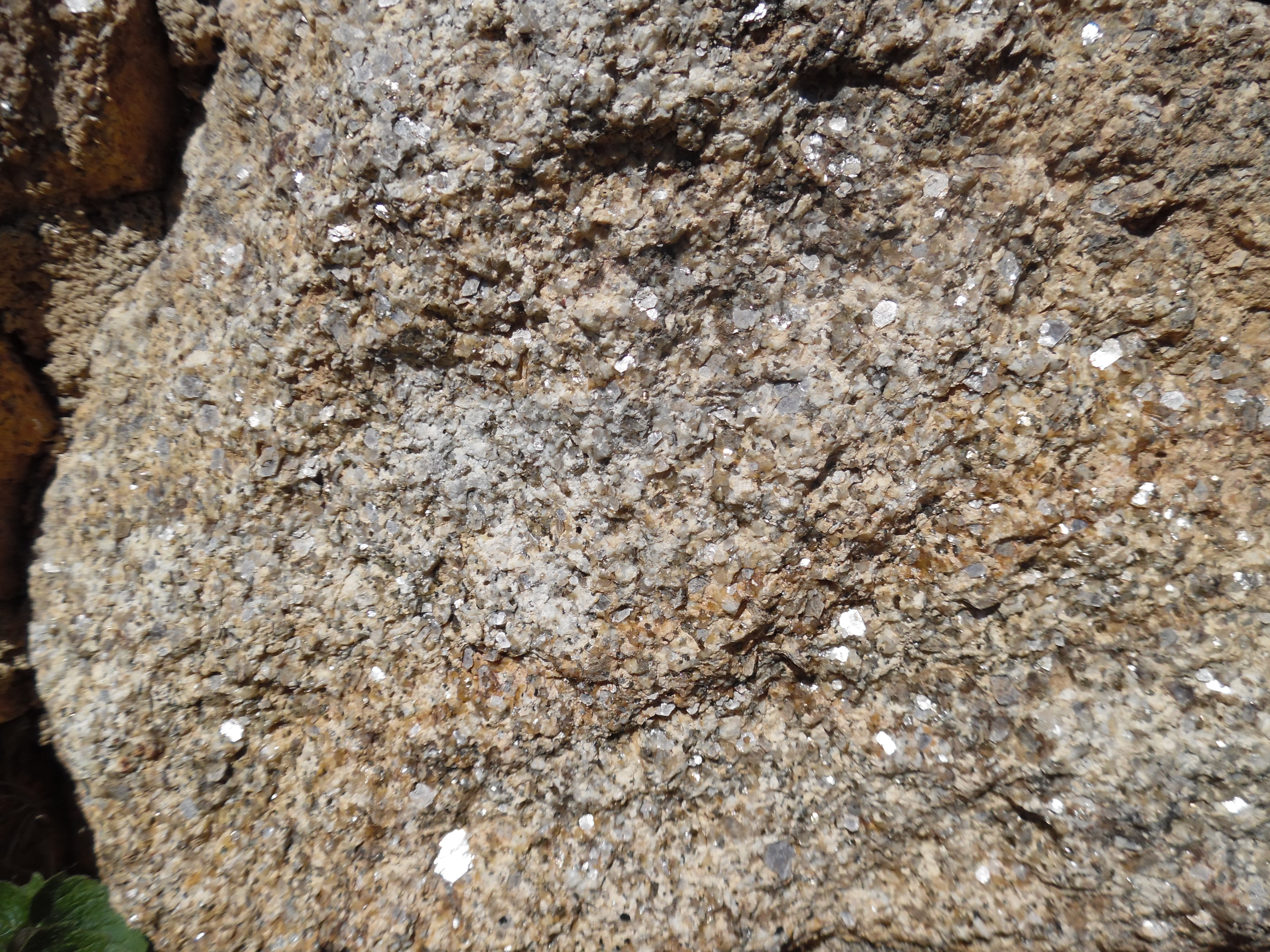
Grobkörnige Normalfazies des Saint-Mathieu-Leukogranits

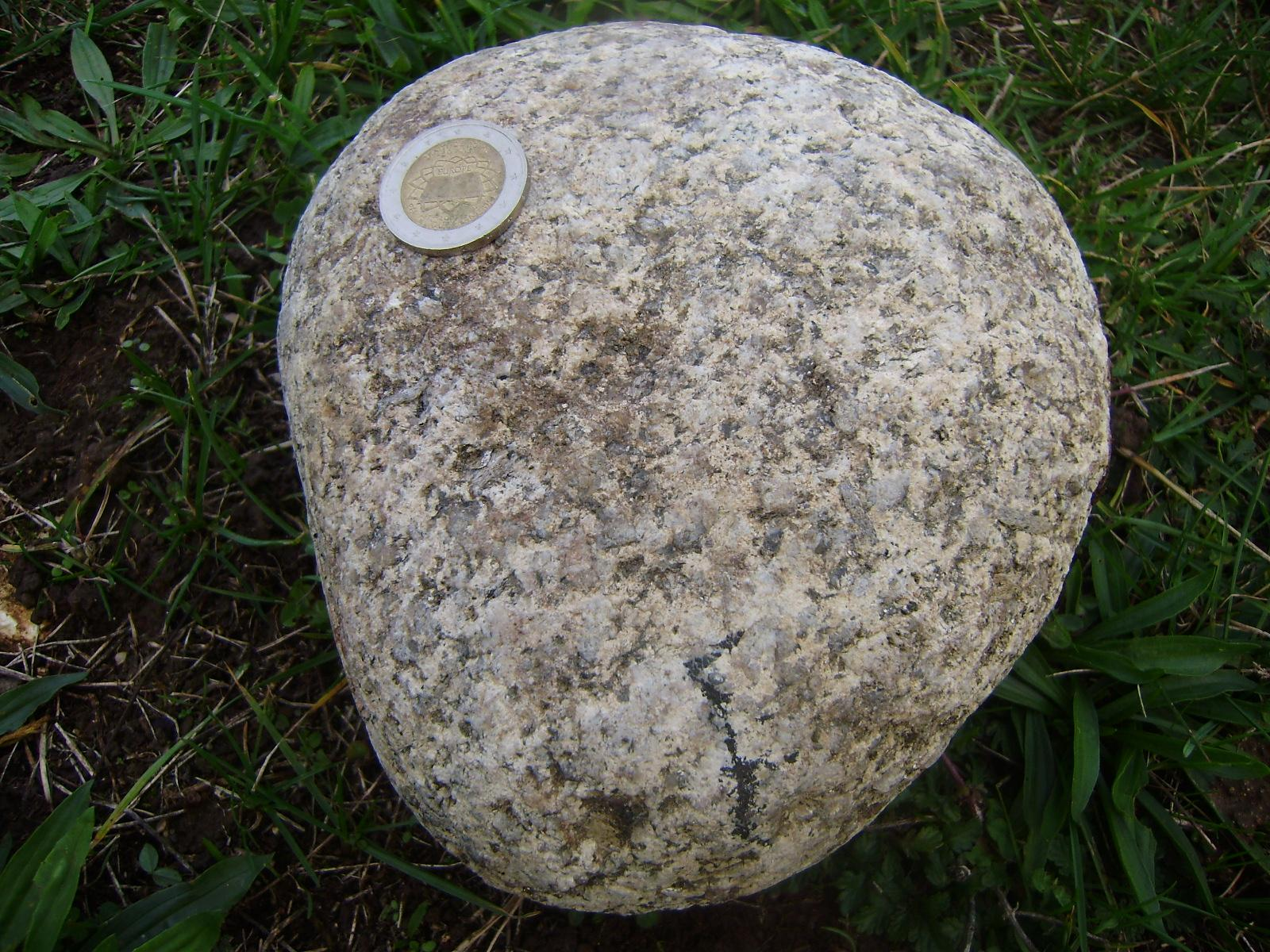
Grobkörnige Fazies, Flussgeröll des Saint-Saud-Leukogranits aus der Dronne

Diese Fazies ist der eigentliche Saint-Mathieu-Leukogranit. Sie nimmt flächenmäßig den größten Teil des Massivs ein, insbesondere wenn der Saint-Saud-Leukogranit mit hinzugerechnet wird, der nur eine geringfügig unterschiedliche Varietät darstellt. Das Gestein ist grobkörnig, die Korngrößen bewegen sich zwischen drei und vier Millimeter, die Verteilung der Körner ist gewöhnlich gleichförmig, kann aber in Bewegungszonen eine Einregelung erfahren. Die Normalfazies besitzt folgenden modalen Mineralbestand:
- Quarz – 33 Volumenprozent – bis fünf Millimeter groß werdende polykristalline Aggregate
- Orthoklas – 28 Volumenprozent – perthitisch, Phänokristalle können drei bis fünf Zentimeter, manchmal bis zu zehn Zentimeter erreichen, zonierte Einschlüsse von Quarz, Plagioklas und Glimmern
- Plagioklas – 26 Volumenprozent – Oligoklas, diskret zoniert, Kern An15–20, Rand An9–12, oft serizitisiert
- Muskovit – 9 Volumenprozent – rautenförmige und hexagonale Kristalle, manchmal epitaxische Verwachsungen mit Biotit und symplektische Verwachsungen mit Quarz
- Biotit – 4 Volumenprozent – oft chloritisiert

Akzessorisch treten auf:
- Apatit – runde Körner
- Granat – sehr selten
- Zirkon

Das Gestein ist an SiO2 übersättigt, korundnormativ und peraluminos. Es gehört zur kalkalkalischen Serie und zeigt monzonitische Tendenz.
Der Saint-Saud-Leukogranit nimmt in der Nähe der Ortschaft Lacoussière porphyrischen Charakter an.

### Feinkörnige Fazies

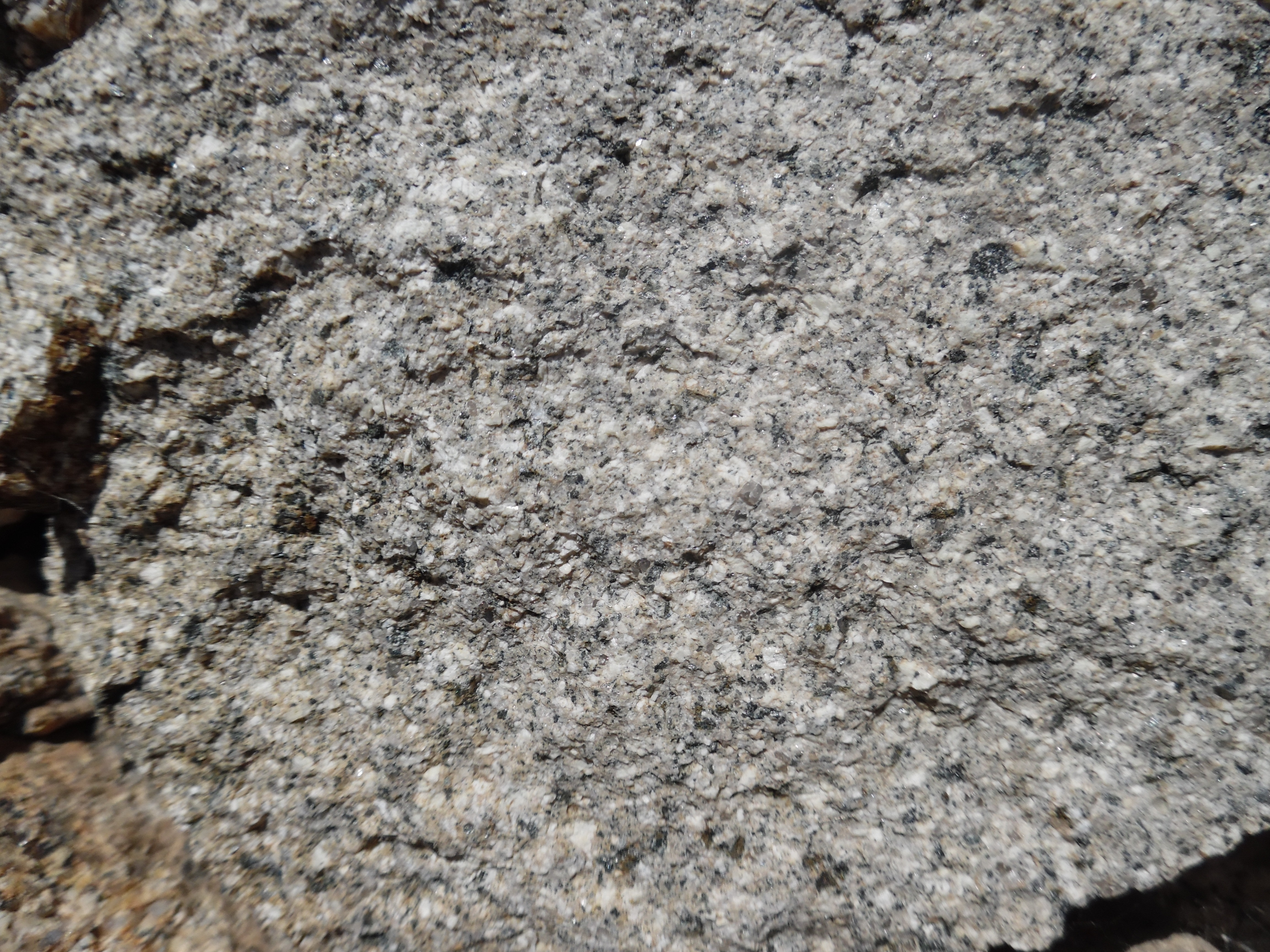
Feinkörnige Fazies des Saint-Mathieu-Leukogranits

Der Übergang von der grobkörnigen zur feinkörnigen Fazies, oft auch als Champniers-et-Reilhac-Leukogranit bezeichnet, erfolgt progressiv. Die feinkörnige Fazies bildet eine relativ dünne, deka- bis hektometrische Kontaktzone mit dem Piégut-Pluviers-Granodiorit, sie ist andalusitführend. Im Südteil bildet sie ebenfalls die Westgrenze des Massivs, steht hier jedoch im Kontakt mit Paragneisen. Um Champniers-et-Reilhac erfährt sie eine größere Ausdehnung (bezeichnet als sillimanitführender Champniers-et-Reilhac-Leukogranit). Im nordwestlichen Band ist sie sehr eng mit dem Roussines-Granit assoziiert. Die feinkörnige Fazies kann gelegentlich eine Gefügeeinregelung aufweisen. Relativ selten sind dunkle glimmerreiche Einschlüsse.
Die Korngrößen liegen generell zwischen einem und zwei Millimetern, es bestehen aber durchaus Übergänge zur grobkörnigen Fazies, außerdem können vereinzelte porphyrische Passagen beobachtet werden. Die feinkörnige Fazies führt folgende Mineralien:
- Quarz – 30 Volumenprozent – verstreute Einzelkörner oder als Zwickelfüller
- Orthoklas – 32 Volumenprozent – perthitisch, allotriomorph
- Plagioklas – 30 Volumenprozent – Albit oder Oligoklas, teils idiomorph, teils allotriomorph
- Biotit – 4 Volumenprozent – millimetergroße Pailletten
- Muskovit – 3 Volumenprozent – rautenförmig, mit Biotit vergesellschaftet, oft als Zwickelfüller, mit Einschlüssen von Quarz und Aluminiumsilikat

Akzessorisch kommen vor:
- Andalusit – gräulich-rosafarben, nur vereinzelt vorkommend, teils muskowitisiert oder serizitisiert, Einschlüsse in Muskowit
- Sillimanit- als Fibrolithnadeln, mit Biotit vergesellschaftet (Epitaxie), prismatische Einschlüsse im Plagioklas, im Muskowit oder im Quarz, oft serizitisiert
- Cordierit – sehr selten, meist pinitisiert
- Korund – sehr selten
- Apatit
- Turmalin
- Zirkon

Die feinkörnige Fazies ist an SiO2 übersättigt, korundnormativ und hämatitnormativ. Sie gehört zur kalkalkalischen Serie mit alkalischer, monzonitischer Tendenz. Das Gestein ist peraluminos und ein Granitoid vom S-Typus.

### Koplanare feinkörnige Fazies

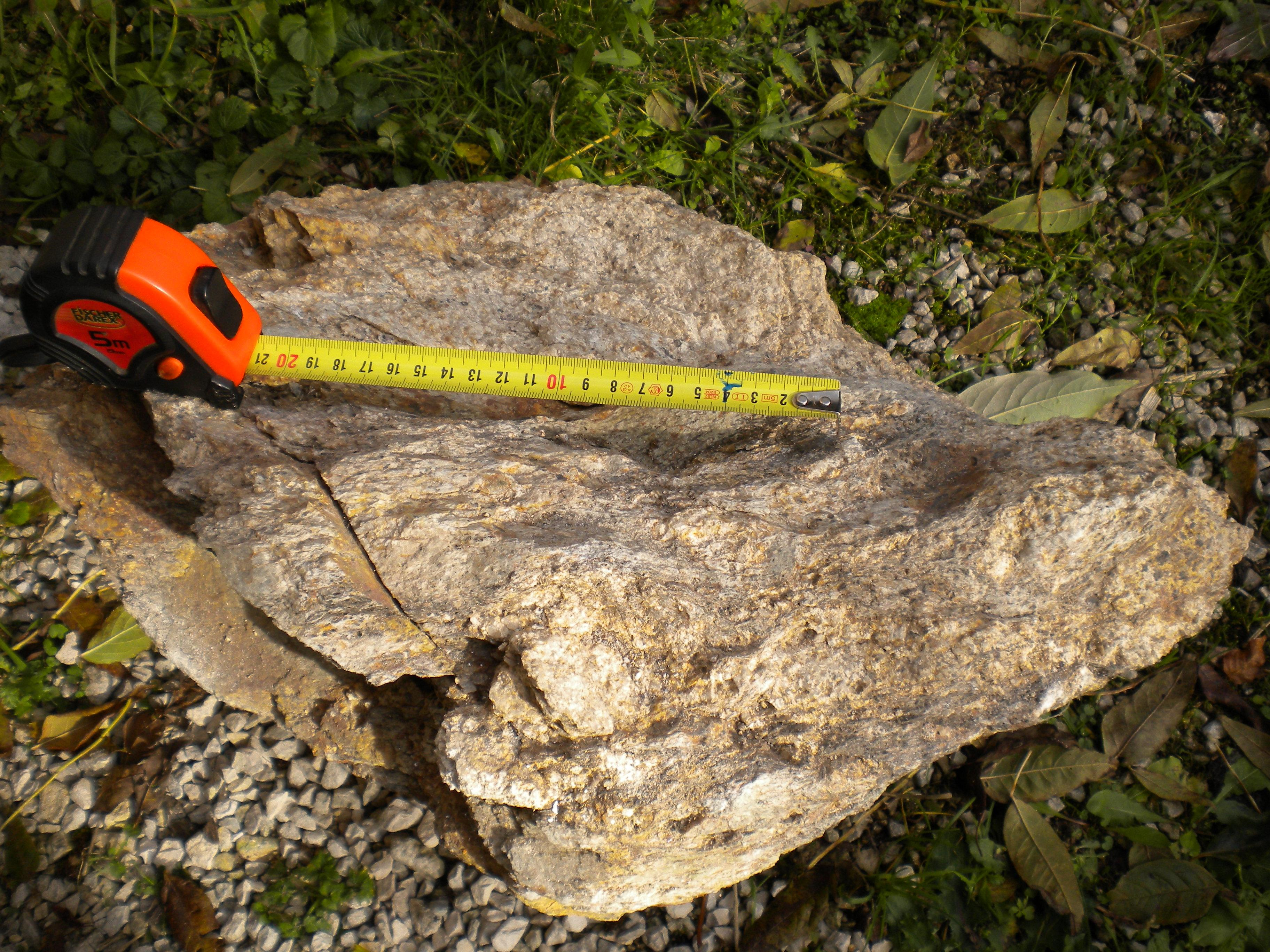
Der anatektische Roussines-Granit. Unterhalb des Maßbandes tektonisch verursachtes S-C-Gefüge mit leukogranitischen und paragneisischen Lagen, durchsetzt von Abschiebungskrenulationen. Oberhalb eine größere leukogranitische Linse.

Die koplanare feinkörnige Fazies ist an die Montbron-Störung gebunden und tritt nur im nordwestlichen Band auf. Sie besitzt eine sehr stark ausgeprägte, nordost-südwest-streichende Gefügeeinregelung. Außerdem wechselt sie mit Zügen des Roussines-Granits ab. Das S-C-Gefüge im Roussines-Granit gibt rechtsverschiebenden Schersinn zu erkennen. Da es seinerseits von C'-Flächen einer Abschiebungskrenulation (englisch extensional crenulation cleavage) durchsetzt wird, muss die Scherzone in einem Spätstadium noch eine transtensive Dehnung erfahren haben.

## Chemische Zusammensetzung
Die chemische Zusammensetzung der einzelnen petrologischen Fazies sei anhand der folgenden Analysendurchschnittswerte veranschaulicht:
| Oxid Gewichtsprozent | Grobkörnige Fazies | Feinkörnige Fazies | Saint-Saud Porphyrfazies | Roussines Granit | CIPW-Norm Prozent | Grobkörnige Fazies | Feinkörnige Fazies | Saint-Saud Porphyrfazies | Roussines Granit |
| -------------------- | ------------------ | ------------------ | ------------------------ | ---------------- | ----------------- | ------------------ | ------------------ | ------------------------ | ---------------- |
| SiO2                 | 72,82              | 73,34              | 70,22                    | 71,52            | Q                 | 32,12              | 31,30              | 28,13                    | 29,04            |
| TiO2                 | 0,35               | 0,17               | 0,33                     | 0,17             | Or                | 26,05              | 29,22              | 25,91                    | 30,84            |
| Al2O3                | 15,44              | 15,08              | 15,50                    | 15,26            | Ab                | 29,63              | 30,05              | 29,49                    | 31,34            |
| Fe2O3                | 0,59               | 0,93               | 0,73                     | 1,12             | An                | 4,84               | 3,34               | 7,49                     | 3,33             |
| FeO                  | 1,10               | 0,52               | 1,74                     | 0,53             | C                 | 3,13               | 2,65               | 2,40                     | 2,13             |
| MnO                  | 0,04               | 0,03               | 0,05                     | 0,04             | Hy                | 2,46               | 1,70               | 4,49                     | 0,95             |
| MgO                  | 0,68               | 0,68               | 0,86                     | 0,38             | Mt                | 1,06               | 1,16               | 1,33                     | 1,18             |
| CaO                  | 1,05               | 0,69               | 1,57                     | 0,81             | Il                | 0,67               | 0,32               | 0,62                     | 0,32             |
| Na2O                 | 3,50               | 3,55               | 3,46                     | 3,65             | Ap                | 0,13               | 0,03               | 0,13                     | 0,26             |
| K2O                  | 4,41               | 4,95               | 4,36                     | 5,13             | Hm                |                    | 0,35               |                          | 0,58             |
| P2O5                 | 0,06               | 0,01               | 0,06                     | 0,11             |                   |                    |                    |                          |                  |
| Mg#                  | 0,53               | 0,72               | 0,49                     | 0,58             |                   |                    |                    |                          |                  |
| A'/F                 | 1,07               | 1,37               | 0,62                     | 1,55             |                   |                    |                    |                          |                  |
| A/Na+K+Ca            | 1,24               | 1,21               | 1,17                     | 1,13             |                   |                    |                    |                          |                  |

Sämtliche Fazies sind sehr stark peraluminos oder hyperaluminos (die CIPW-Norm führt Korund und A'/F > 0,33) und gehören eindeutig dem S-Typus an (A/Na+K+Ca > 1,1).
Auffallend ist die starke chemische Ähnlichkeit der grobkörnigen Fazies mit dem Saint-Saud-Leukogranit einerseits und der feinkörnigen Fazies mit dem Roussines-Granit andererseits. Die Ursache hierfür dürfte wahrscheinlich in unterschiedlichen Ausgangsgesteinen zu suchen sein.

## Ganggesteine und Pegmatite

### Mikrogranitgänge
Der Saint-Mathieu-Leukogranit wird von zahlreichen gräulich-rosafarbenen Mikrogranitgängen durchschlagen. Die Gänge können mehrere Kilometer lang werden. Sie sind meist N 000, N 020 oder N 160 ausgerichtet, seltener auch N 045 oder N 135. Ihr vergleichsweise jüngeres Alter wird durch die Tatsache unterstrichen, dass sie Faziesgrenzen und selbst den Kontakt zum Piégut-Pluviers-Granit ohne Richtungsänderung durchziehen.

### Lamprophyrgänge
Ähnlich den Mikrograniten durchdringen auch Lamprophyre als langgezogene, jedoch nur wenige Meter mächtig werdende Gänge das Leukogranitmassiv. Sie treten meist nur im Südabschnitt, im Saint-Saud-Leukogranit, auf. Es handelt sich um Kersantite und Minetten, die Urananreicherungen aufweisen. Ihre Streichrichtung ist meist Nord-Süd.

### Quarzgänge
Die Lamprophyrgänge werden vereinzelt auch von Quarzgängen abgelöst.

### Pegmatite

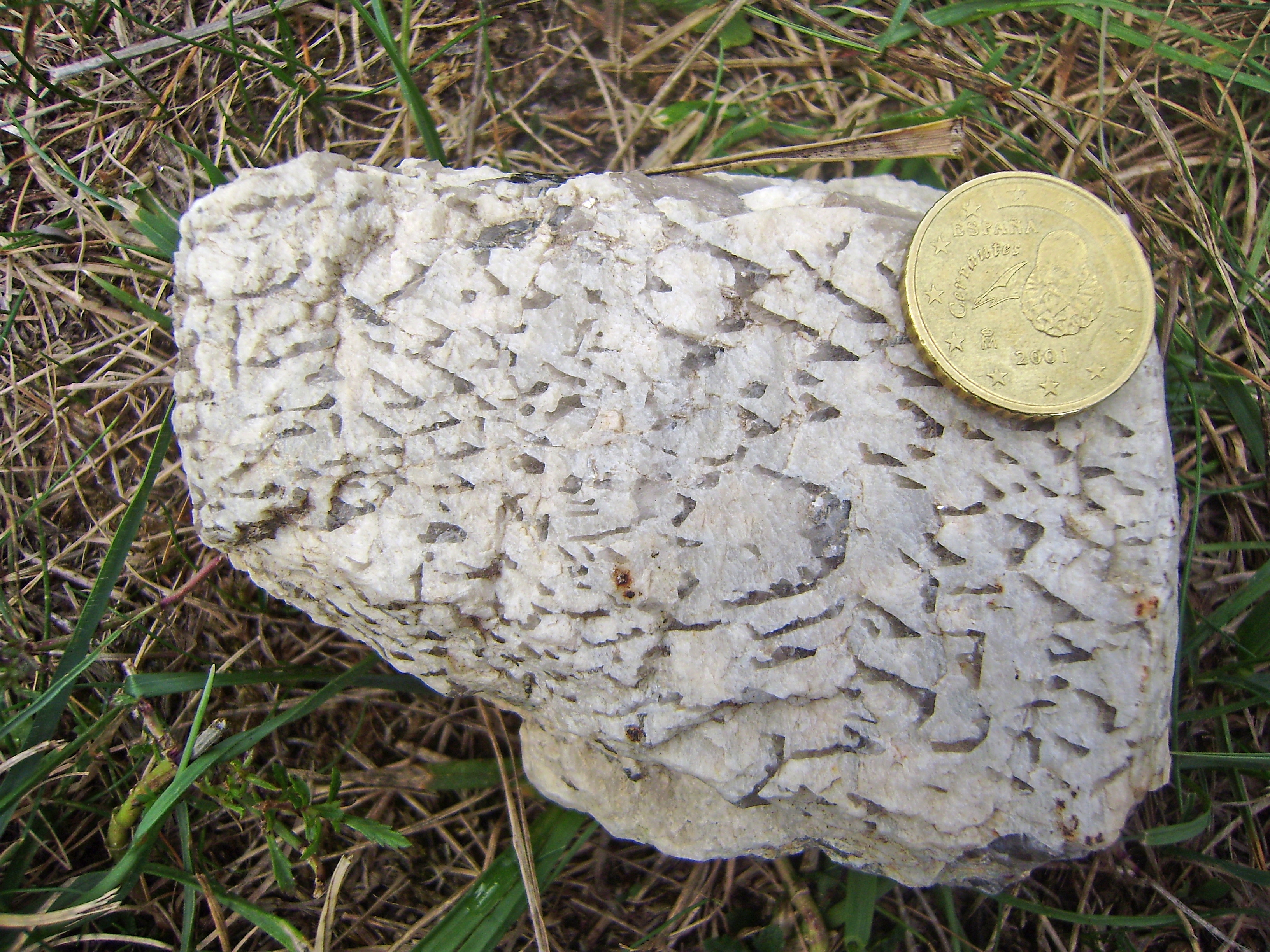
Schriftgranit aus Pegmatiten im Saint-Mathieu-Leukogranit

Im Leukogranit treten auch einige Pegmatitvorkommen auf. Sie führen meist nur die gewöhnlichen Minerale Quarz, Feldspäte und Glimmer. Nennenswert sind sehr schöne pegmatitische Schriftgranite in der Nähe des Lac de Saint-Mathieu.

## Kontaktmetamorphose und Turmalinisierung
Der Saint-Mathieu-Leukogranit hat in der parautochthonen Glimmerschiefereinheit und in den strukturell höher liegenden Leptyniten und Augengneisen der unteren Gneisdecke eine Kontaktmetamorphose bewirkt. In unmittelbarer Nähe des Leukogranits sind in der Kontaktaureole die Minerale Cordierit und Andalusit neu entstanden, etwas weiter entfernt wurden Biotit und Muskovit rekristallisiert (bis zu einer Entfernung von fünf Kilometern).
Außerdem erfuhren die Glimmerschiefer im Kontaktbereich des Leukogranits stellenweise eine sehr starke Turmalinisierung (beispielsweise östlich von Milhaguet).

## Tektonik

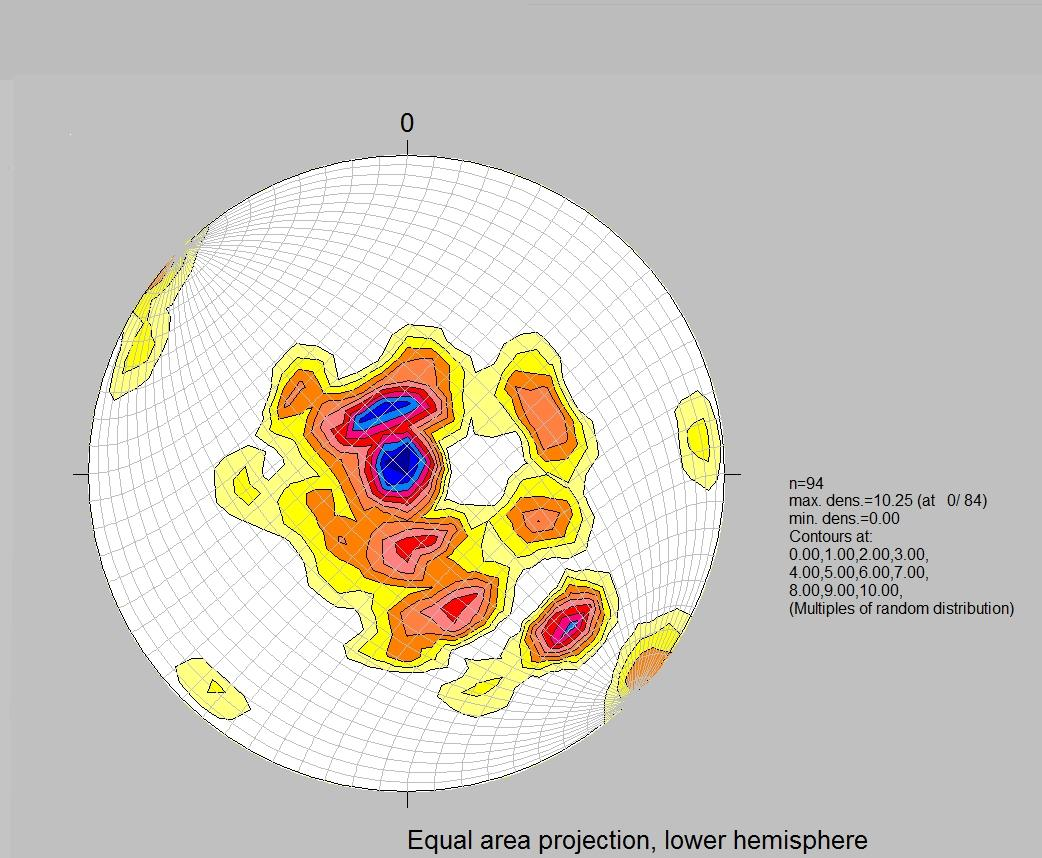
Foliationsdaten des Saint-Mathieu-Leukogranit im Stereonet

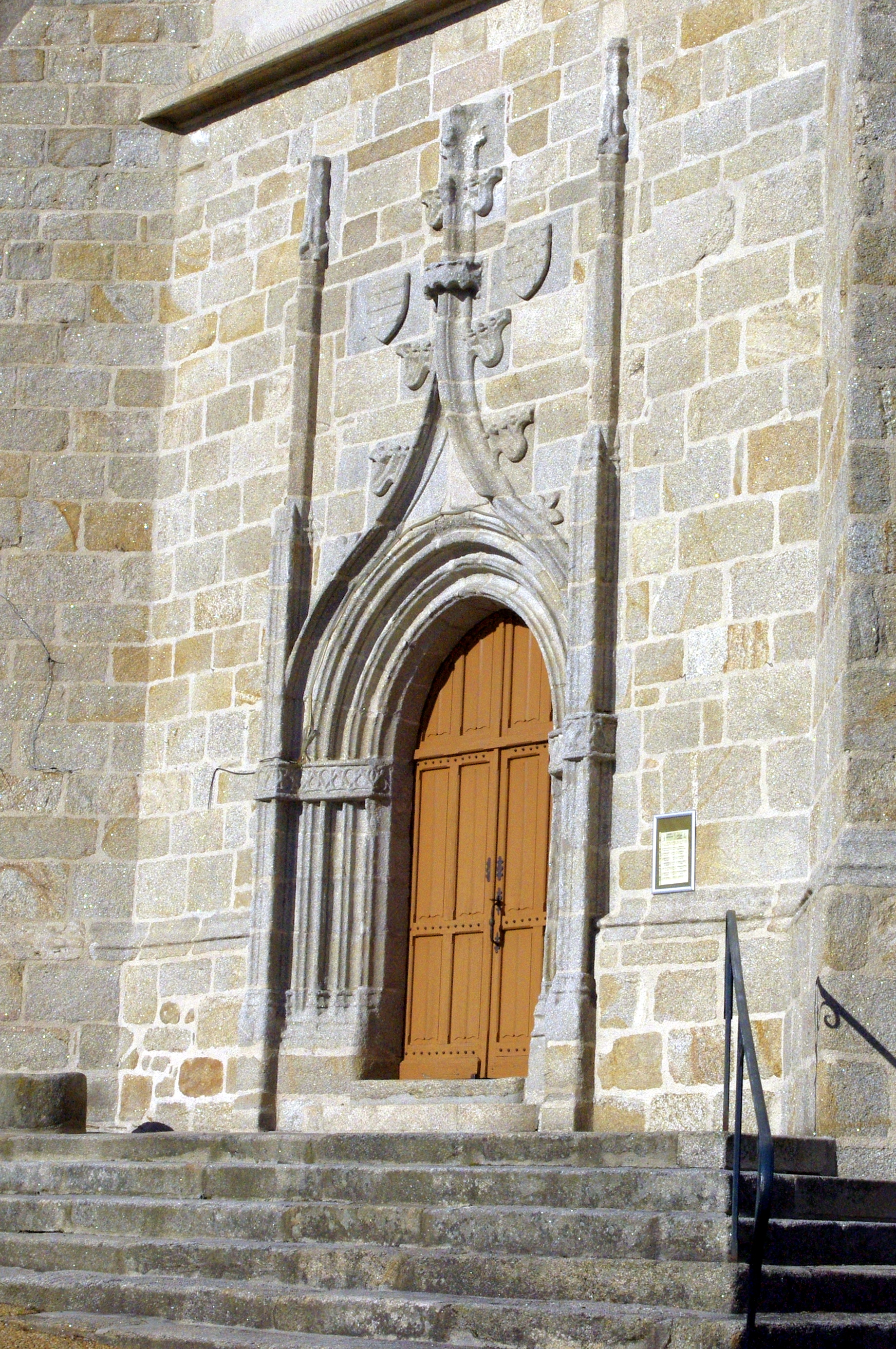
Das Westportal der Kirche von Saint-Mathieu ist überwiegend aus dem gleichnamigen Leukogranit erbaut worden

Ähnlich dem Piégut-Pluviers-Granodiorit lässt auch der Saint-Mathieu-Leukogranit bei genauerer Betrachtung eine Foliation tektonischen Ursprungs erkennen. Im nordwestlichen Band entlang der Montbron-Störung wird diese Foliation durchdringend und führt schließlich zur Ausbildung eines koplanaren Gefüges. Normalerweise ist die Foliation flach liegend, die Einfallswinkel der Undulation werden gewöhnlich nicht größer als 35 °. Die steileren Einfallswinkel fallen dabei nach NNW ein. Diese Anisotropie deutet auf ein internes C/S-Gefüge mit plastischem Fließen in südsüdöstliche bis südöstliche Richtung. Im Nordabschnitt schwenken die Strukturen zuerst auf nördliche und im Band dann auf strikt nordwestliche Einfallsrichtungen. Dies dokumentiert den starken Einfluss der Montbron-Störung auf den Leukogranit, der in ihr duktil zerschert wurde. Die Einfallswinkel in der Scherzone liegen generell um 60 ° nach Nordwest, sind aber oft auch saiger.
Nach Abklingen der duktilen Phase und mit fortschreitender Abkühlung setzte im Leukogranit Bruchtektonik ein, welche sich in Verwerfungen und einem ausgeprägten Kluftsystem manifestierte. In dieser Spätphase kam es außerdem zu ost-west-gerichteten Dehnungserscheinungen im Massiv, die es den zahlreichen Mikrogranit-, Lamprophyr- und Quarzgängen ermöglichte, im Leukogranit Platz zu nehmen. Ein Großteil der steilstehenden Verwerfungen und Klüfte folgt denselben Richtungen wie die Gänge (Maxima bei N 020 und N 170), flachliegendere Strukturen streichen hauptsächlich N 045 und N 135. Die Klüfte teilen ebenfalls diese Richtungen, zeigen aber darüber hinaus ihr Hauptmaximum bei N 105, das seinen Ursprung als P-Scherungen in einer nordwest-südost-orientierten Riedelzone haben dürfte. Dies zeigt, dass die Verformungen selbst noch im spröden Zustand weitergingen.

## Abschließende Betrachtung
Der Saint-Mathieu-Leukogranit ist zweifelsohne magmatischen Ursprungs, belegt durch die Kontaktaureole, durch schriftgranitführende Pegmatite und vor allen Dingen durch den anatektischen Roussines-Granit. Die Turmalinisation deutet auf kontaktmetasomatische Vorgänge. Ausgangsgestein der grobkörnigen Fazies und des Saint-Saud-Leukogranits im Ostteil ist offensichtlich der parautochthone Glimmerschiefer. Die feinkörnige Fazies und der Roussines-Granit im Westabschnitt dürften hingegen aus den Paragneisen hervorgegangen sein. Der Einfluss der variszischen tektonischen Verformungen auf den Leukogranit ist überall zu erkennen, sehr deutlich am Roussines-Granit und an der koplanaren Fazies entlang der Montbron-Störung. Die tektonischen Bewegungen hielten bis in die spätorogene Dehnungsphase des Massivs und darüber hinaus an.
Der Saint-Mathieu-Leukogranit ist im Limousin kein Einzelfall, sondern gehört zu einer Reihe ähnlicher Leukogranite weiter nordostwärts wie beispielsweise den Cognac-la-Forêt-Leukogranit, der entlang der Cordelle-Störung aufgedrungen ist, den Peury-Leukogranit, assoziiert mit der Cordelle-Störung und der Nantiat-Störung, und den großräumigen und sehr uranreichen Saint-Sylvestre-Leukogranit nördlich von Limoges. Alle diese Leukogranite folgen einer tiefreichenden krustalen Bruchzone mit nordost-südwestlicher Streichrichtung.

## Photogalerie

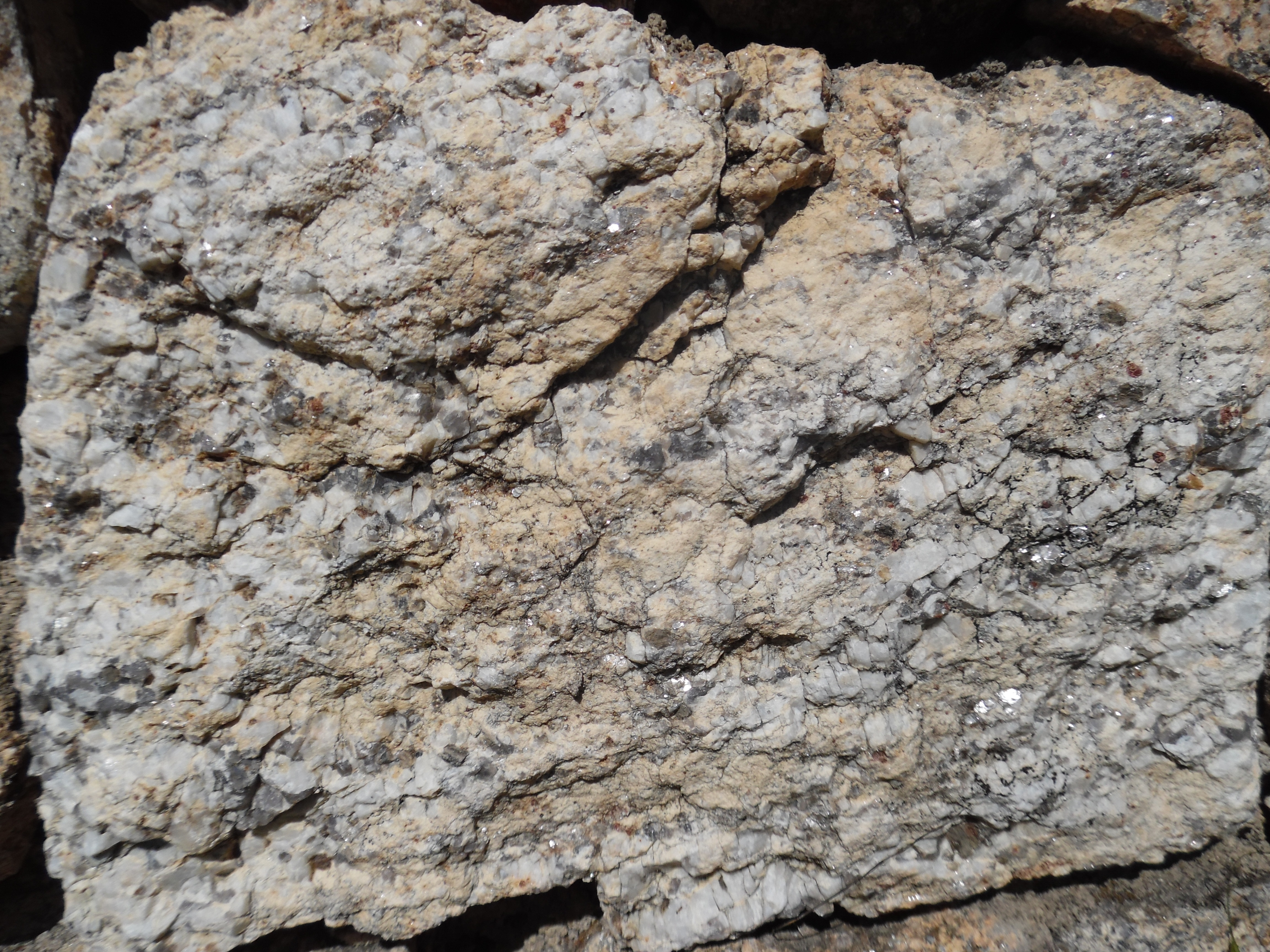
Pegmatitische Fazies
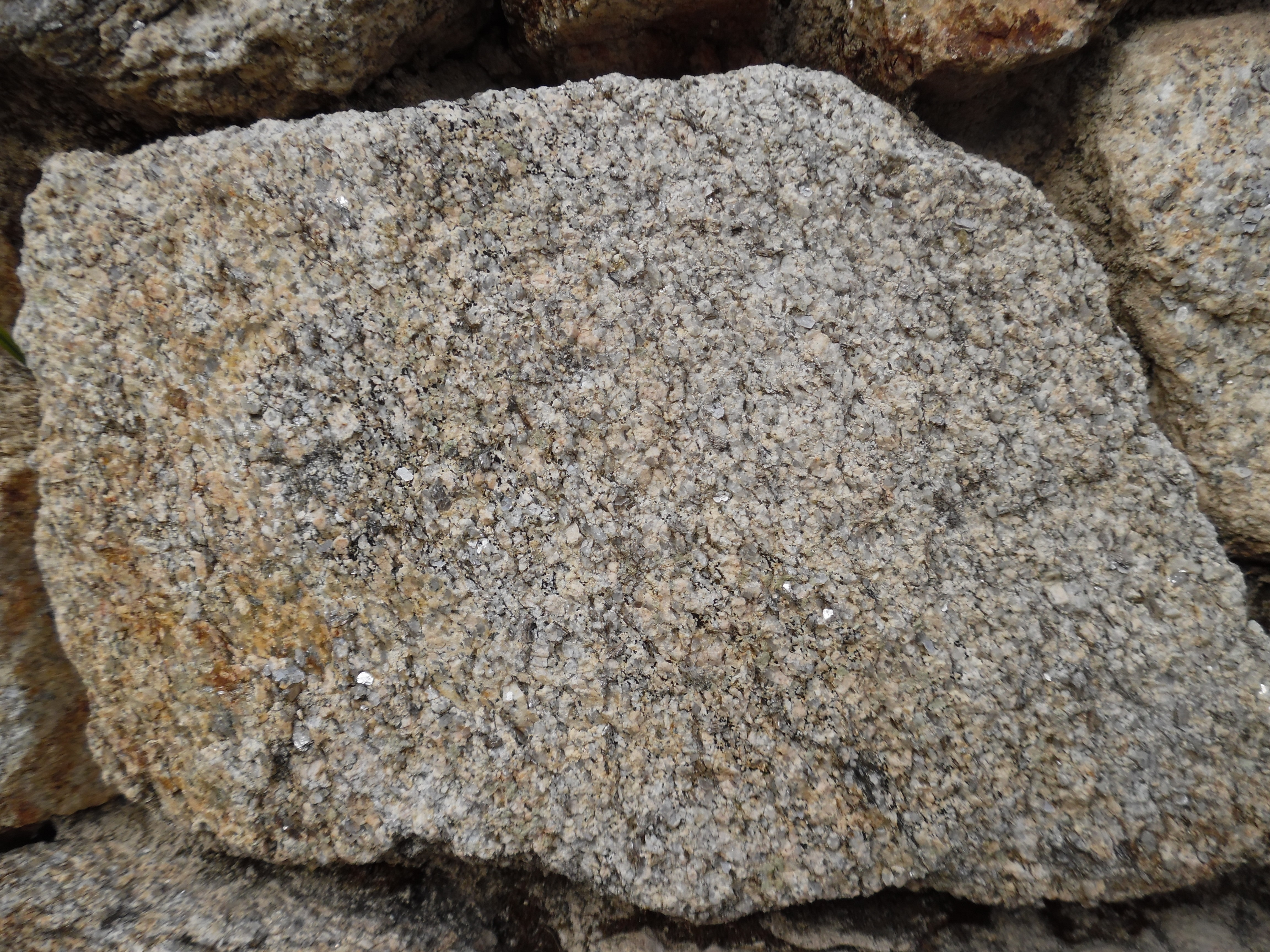
Eingeregelte Normalfazies
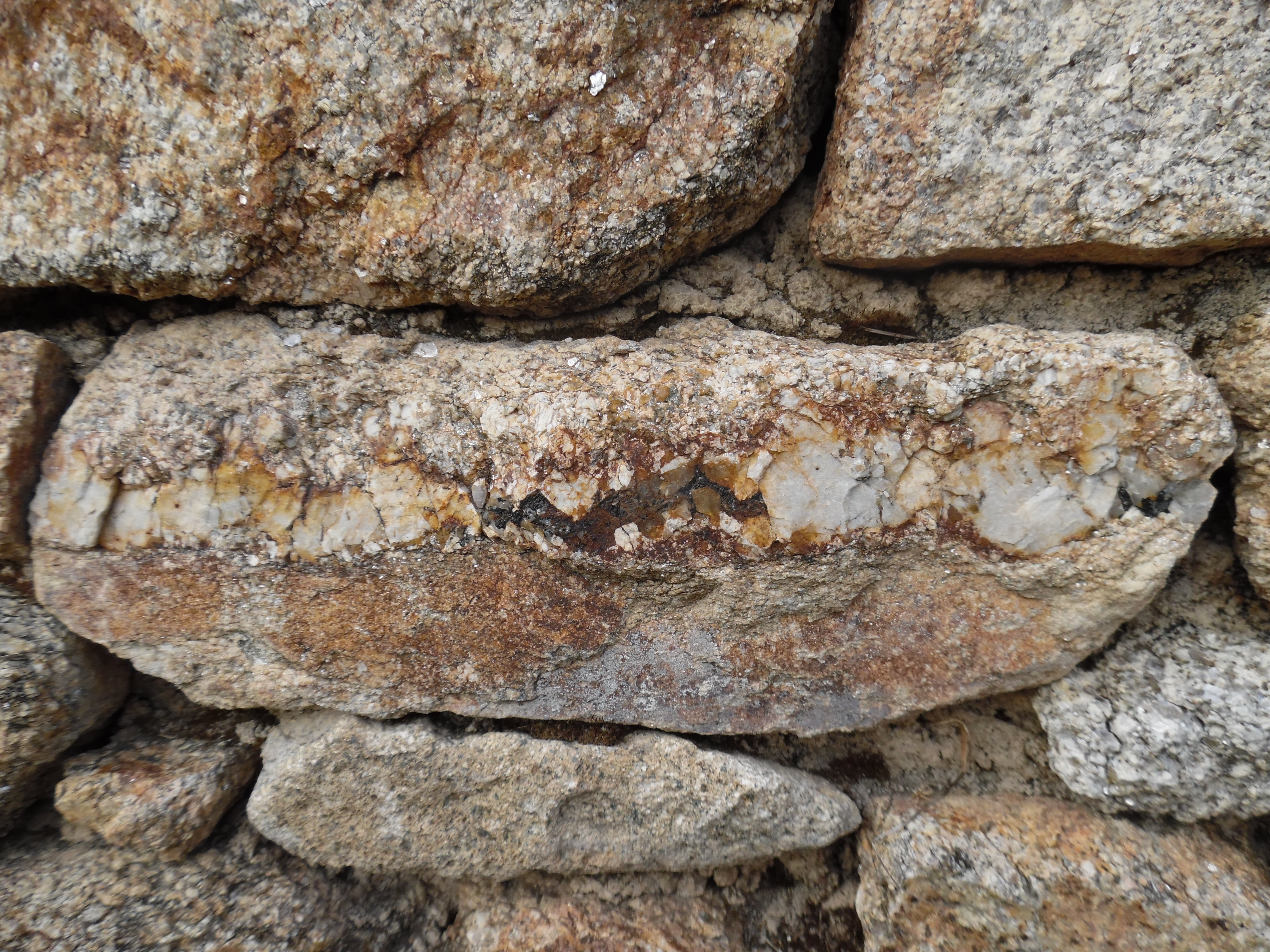
Pegmatitische Lagenabsonderung in der Normalfazies
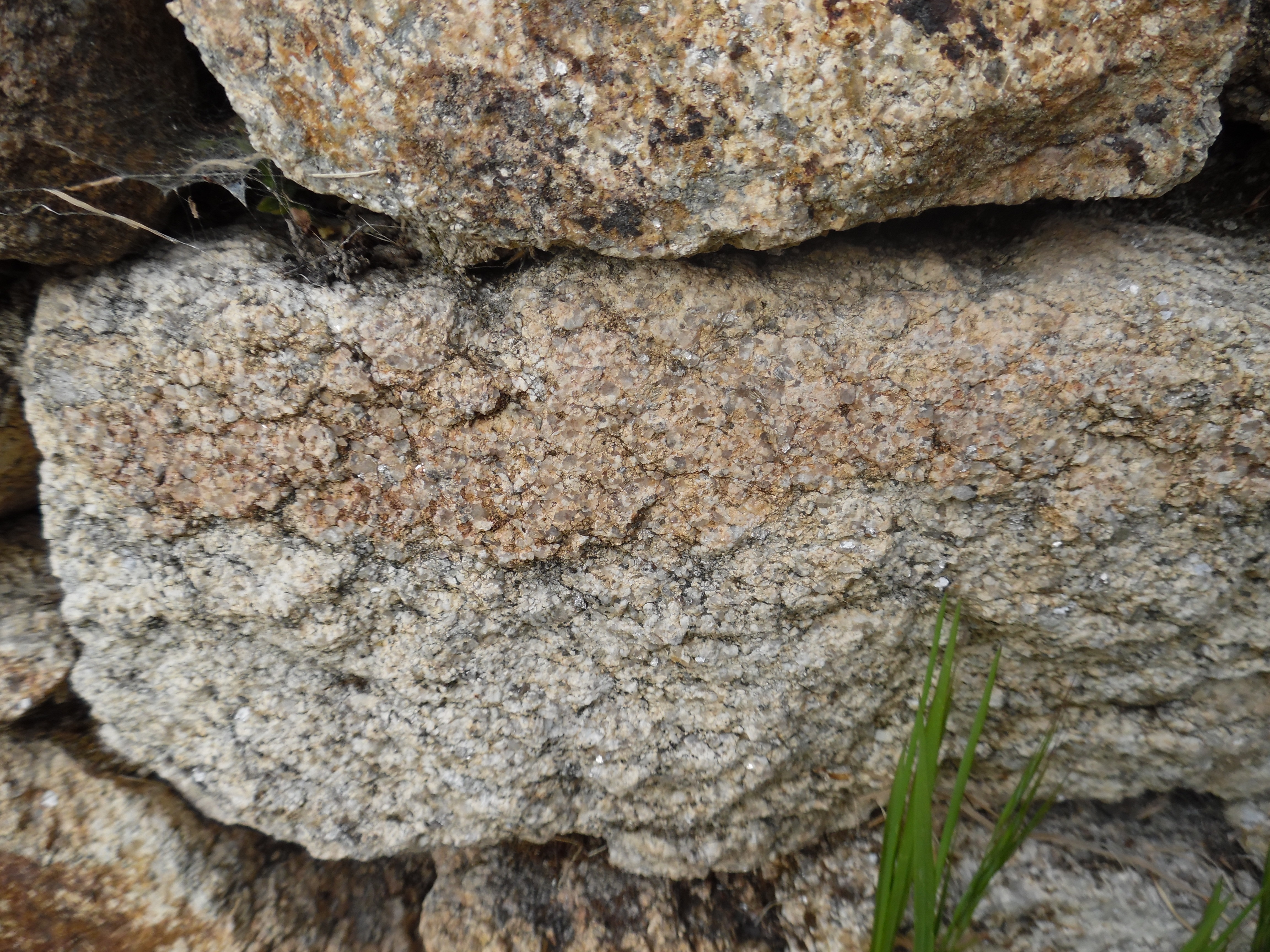
Normalfazies des Saint-Mathieu-Leukogranits mit beginnender S/C-Strukturierung
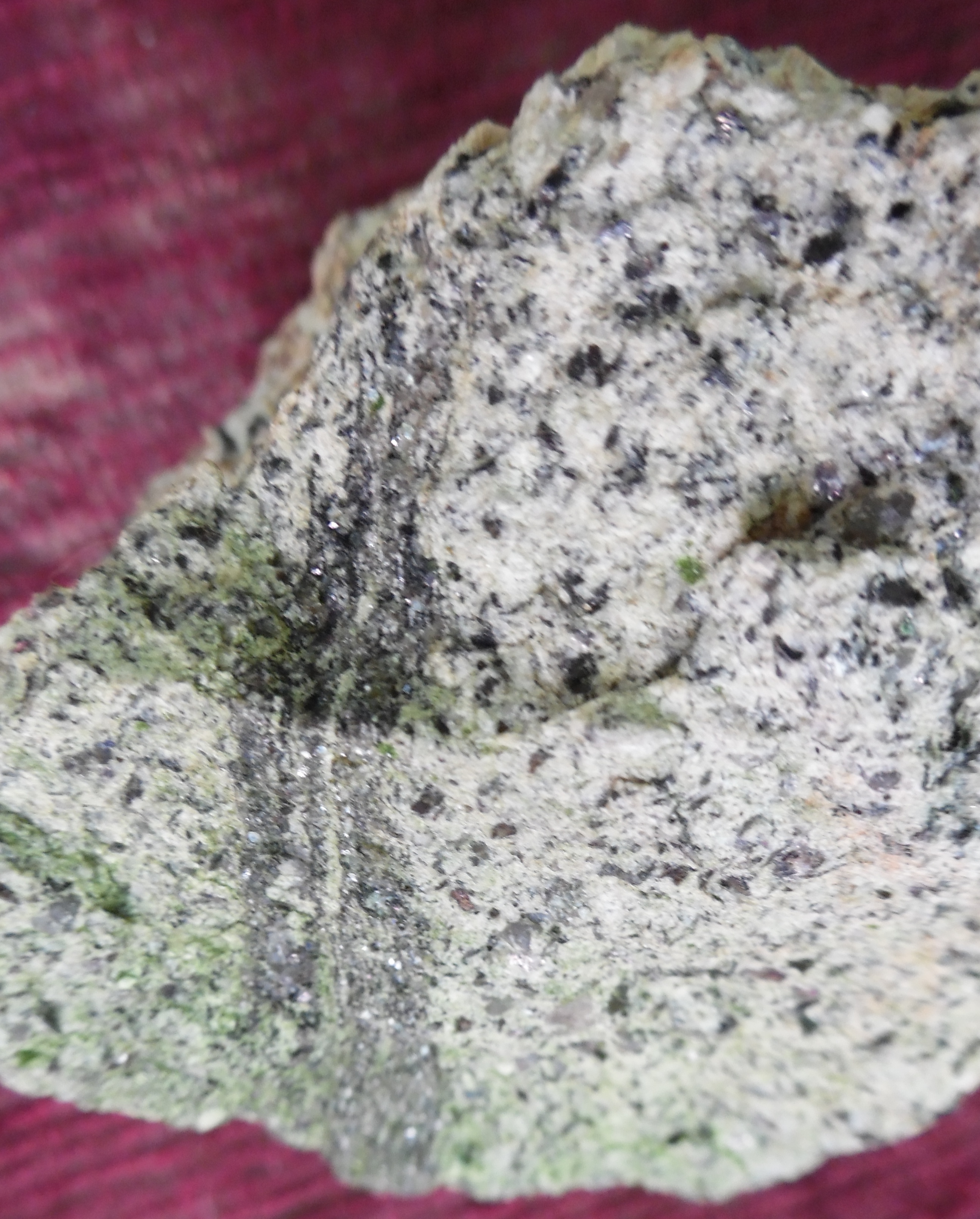
Schlierenstruktur